# Matt Bradley
Matthew William "Matt" Bradley, född 13 juni 1978, är en kanadensisk före detta professionell ishockeyforward som tillbringade elva säsonger i den nordamerikanska ishockeyligan National Hockey League (NHL), där han spelade för San Jose Sharks, Pittsburgh Penguins, Washington Capitals och Florida Panthers. Han producerade 149 poäng (59 mål och 90 assists) samt drog på sig 562 utvisningsminuter på 675 grundspelsmatcher.
Bradley spelade även för Kentucky Thoroughblades i American Hockey League (AHL); Tuto Hockey i Mestis; Dornbirner EC i Eishockey-Nationalliga samt Kingston Frontenacs i Ontario Hockey League (OHL).
Han draftades av San Jose Sharks i åttonde rundan i 1992 års draft som 173:e spelare totalt.
Efter spelarkarriären har Bradley arbetat som talangscout för Washington Capitals sedan 2015. Han var med och vinna Stanley Cup, tillsammans med dem, för säsongen 2017–2018.

## Statistik
| 1993–1994  | Ottawa Valley Titans    |            | 32  | 26 | 22 | 48  | 46  | —  | — | — | —  | —  |
| 1994–1995  | Cumberland Grads        | CJHL       | 53  | 2  | 13 | 15  | 239 | 3  | 0 | 0 | 0  | 17 |
| 1995–1996  | Kingston Frontenacs     | OHL        | 55  | 10 | 14 | 24  | 17  | 6  | 0 | 1 | 1  | 6  |
| 1996–1997  | Kingston Frontenacs     | OHL        | 65  | 24 | 24 | 48  | 41  | 5  | 0 | 4 | 4  | 2  |
|            | Kentucky Thoroughblades | AHL        | 1   | 0  | 1  | 1   | 0   | —  | — | — | —  | —  |
| 1997–1998  | Kingston Frontenacs     | OHL        | 55  | 33 | 50 | 83  | 24  | 8  | 3 | 4 | 7  | 7  |
| 1998–1999  | Kentucky Thoroughblades | AHL        | 79  | 23 | 20 | 43  | 57  | 10 | 1 | 4 | 5  | 4  |
| 1999–2000  | Kentucky Thoroughblades | AHL        | 80  | 22 | 19 | 41  | 81  | 9  | 6 | 3 | 9  | 9  |
| 2000–2001  | San Jose Sharks         | NHL        | 64  | 2  | 5  | 7   | 146 | —  | — | — | —  | —  |
|            | Kentucky Thoroughblades | AHL        | 22  | 5  | 8  | 13  | 16  | 1  | 1 | 0 | 1  | 5  |
| 2001–2002  | San Jose Sharks         | NHL        | 54  | 9  | 13 | 22  | 43  | 10 | 0 | 0 | 0  | 0  |
| 2002–2003  | San Jose Sharks         | NHL        | 46  | 2  | 3  | 5   | 37  | —  | — | — | —  | —  |
| 2003–2004  | Pittsburgh Penguins     | NHL        | 82  | 7  | 9  | 16  | 65  | —  | — | — | —  | —  |
| 2004–2005  | Dornbirner EC           | EN         | 6   | 5  | 2  | 7   | 18  | —  | — | — | —  | —  |
| 2005–2006  | Washington Capitals     | NHL        | 74  | 7  | 12 | 19  | 72  | —  | — | — | —  | —  |
| 2006–2007  | Washington Capitals     | NHL        | 57  | 4  | 9  | 13  | 47  | —  | — | — | —  | —  |
| 2007–2008  | Washington Capitals     | NHL        | 77  | 7  | 11 | 18  | 74  | 7  | 0 | 2 | 2  | 2  |
| 2008–2009  | Washington Capitals     | NHL        | 81  | 5  | 6  | 11  | 59  | 14 | 2 | 4 | 6  | 0  |
| 2009–2010  | Washington Capitals     | NHL        | 77  | 10 | 14 | 24  | 47  | 7  | 1 | 2 | 3  | 2  |
| 2010–2011  | Washington Capitals     | NHL        | 61  | 4  | 7  | 11  | 68  | 9  | 0 | 0 | 0  | 4  |
| 2011–2012  | Florida Panthers        | NHL        | 45  | 3  | 5  | 8   | 31  | —  | — | — | —  | —  |
| 2012–2013  | Tuto Hockey             | Mestis     | 1   | 0  | 1  | 1   | 0   | —  | — | — | —  | —  |
| NHL totalt | NHL totalt              | NHL totalt | 675 | 59 | 90 | 149 | 562 | 47 | 3 | 8 | 11 | 8  |
| AHL totalt | AHL totalt              | AHL totalt | 182 | 50 | 48 | 98  | 154 | 20 | 8 | 7 | 15 | 18 |
| OHL totalt | OHL totalt              | OHL totalt | 175 | 67 | 88 | 155 | 82  | 19 | 3 | 9 | 12 | 15 |

### Internationellt
| Källa:        | Källa:        | Källa:        |         | Utv = Utvisningsminuter | Utv = Utvisningsminuter | Utv = Utvisningsminuter | Utv = Utvisningsminuter | Utv = Utvisningsminuter |
| År            | Lag           | Mästerskap    | Matcher | Mål                     | Assists                 | Poäng                   | Utv                     |                         |
| ------------- | ------------- | ------------- | ------- | ----------------------- | ----------------------- | ----------------------- | ----------------------- | ----------------------- |
| 1998          | Kanada        | JVM           | 7       | 1                       | 1                       | 2                       | 4                       |                         |
| Junior totalt | Junior totalt | Junior totalt | 7       | 1                       | 1                       | 2                       | 4                       |                         |